# Trophée des champions 1997

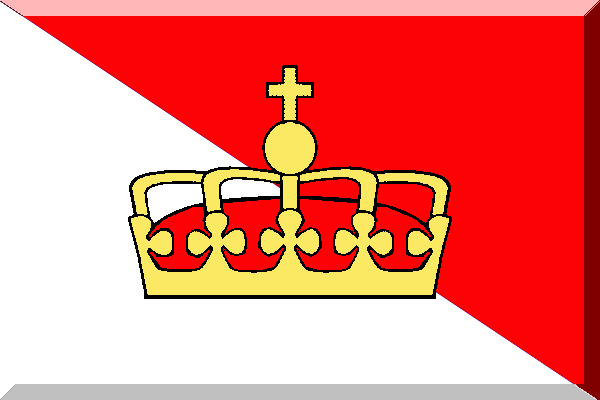

Navigation
Brest 1995 Tours 1998
L'édition 1997 du Trophée des champions est la 21e édition du Trophée des champions. Le match oppose l'Association sportive de Monaco Football Club, champion de France 1996-1997 à l'Olympique Gymnaste Club Nice Côte d'Azur, vainqueur de la Coupe de France 1996-1997.
Le match arbitré par Jean-Claude Puyalt se déroule le 23 juillet 1997 au Stade de la Méditerranée à Béziers devant 4 000 spectateurs, et est diffusé en France sur France 3. Les Monégasques, qui mènent déjà 4-0 à la mi-temps avec un doublé de Japhet N'Doram et des buts de Fabien Lefèvre et de Victor Ikpeba, s'imposent finalement sur le score de 5 à 2, avec un but de David Trezeguet pour l'AS Monaco et des buts de James Debbah et Franco Vignola côté niçois.

## Feuille de match
Les règles du match sont les suivantes : la durée de la rencontre est de 90 minutes. S'il y a toujours match nul, une séance de tirs au but est réalisée. Trois remplacements sont autorisés pour chaque équipe.
| Titulaires : |  |
| |  |
| 1 Fabien Barthez · 3 Christophe Pignol 73e · 5 Willy Sagnol · 2 Lilian Martin · 4 Djibril Diawara 46e · 6 Salif Diao · 7 Fabien Lefèvre · 10 Stéphane Carnot · 8 Ali Benarbia · 11 Victor Ikpeba · 9 Japhet N'Doram 62e · |  |
| Remplaçants : |  |
| 12 Costinha 46e · 14 Philippe Léonard 73e · 17 David Trezeguet 62e · |  |
| Entraîneur : |  |
| Jean Tigana |  |

| Titulaires : |  |
| |  |
| 1 Robin Huc · 2 Mickaël Rol · 5 Goran Kartalija · 3 Frédéric Martin · 4 Ludovic Stefano · 10 Dominique Aulanier · 8 Zoran Milinković · 6 Franck Pottier 80e · 7 Franck Vandecasteele · 11 James Debbah · 9 Franco Vignola · |  |
| Remplaçants : |  |
| 15 Thibault Scotto 80e · |  |
| Entraîneur : |  |
| Silvester Takač |  |

| Titulaires : |  |
| |  |
| 1 Fabien Barthez · 3 Christophe Pignol 73e · 5 Willy Sagnol · 2 Lilian Martin · 4 Djibril Diawara 46e · 6 Salif Diao · 7 Fabien Lefèvre · 10 Stéphane Carnot · 8 Ali Benarbia · 11 Victor Ikpeba · 9 Japhet N'Doram 62e · |  |
| Remplaçants : |  |
| 12 Costinha 46e · 14 Philippe Léonard 73e · 17 David Trezeguet 62e · |  |
| Entraîneur : |  |
| Jean Tigana |  |

| Titulaires : |  |
| |  |
| 1 Robin Huc · 2 Mickaël Rol · 5 Goran Kartalija · 3 Frédéric Martin · 4 Ludovic Stefano · 10 Dominique Aulanier · 8 Zoran Milinković · 6 Franck Pottier 80e · 7 Franck Vandecasteele · 11 James Debbah · 9 Franco Vignola · |  |
| Remplaçants : |  |
| 15 Thibault Scotto 80e · |  |
| Entraîneur : |  |
| Silvester Takač |  |